# Nurul Syafiqah Hashim
Nurul Syafiqah Hashim (ur. 1 stycznia 1994) – malezyjska łuczniczka, olimpijka.
Nurul Syafiqah Hashim rozpoczęła karierę łuczniczą w 2005 roku. W 2011 roku została włączona do reprezentacji Malezji w łucznictwie. Kilkukrotnie startowała w zawodach Pucharu Świata w łucznictwie – najwyższa pozycja, jaką zajęła indywidualnie to 17. lokata, którą osiągnęła 10 kwietnia 2012 roku w Szanghaju.
Nurul Syafiqah Hashim wystąpiła w Letnich Igrzyskach Olimpijskich 2012. W rywalizacji indywidualnej łuczniczek w rundzie rankingowej zajęła 60. pozycję z wynikiem 599 punktów. W 1/32 finału przegrała z Lin Chia-en 2:6 i została ostatecznie sklasyfikowana, ex aequo z innymi zawodniczkami, które odpadły w tej fazie zawodów, na miejscu 33.
W Mistrzostwach Świata Juniorów w Łucznictwie 2011 zajęła 33. miejsce indywidualnie i 8. drużynowo. W tym samym roku wzięła także udział w mistrzostwach Azji w łucznictwie – indywidualnie była 9., w rywalizacji drużynowej zajęła 8. miejsce, a w konkurencji drużyn mieszanych zajęła 4. pozycję.
Nurul Syafiqah Hashim uprawia również futsal.